# Бермудське вітрило

Бермудський шлюп на прикладі яхти J-класу бл. 1930 року

Бермудське вітрило — косе вітрило трикутної форми, яке розтягається нижньою шкаториною по гіку. Переважає на сучасних спортивних вітрильниках (бермудські шлюпи), відрізняється зручністю в обслугуванні. Назву отримало завдяки тому, що вперше така форма вітрила виникла і розвинулася на Бермудських островах. У деяких мовах цей тип вітрильного озброєння також відомий під паралельною назвою «Марконі» (англ. Marconi rig, ісп. vela marconi, фр. gréement marconi), оскільки на початку XX ст. стоячий такелаж характерних для нього високих щогл асоціювався з радіоантенами на розтяжках, застосовуваними Г. Марконі.

## Історія

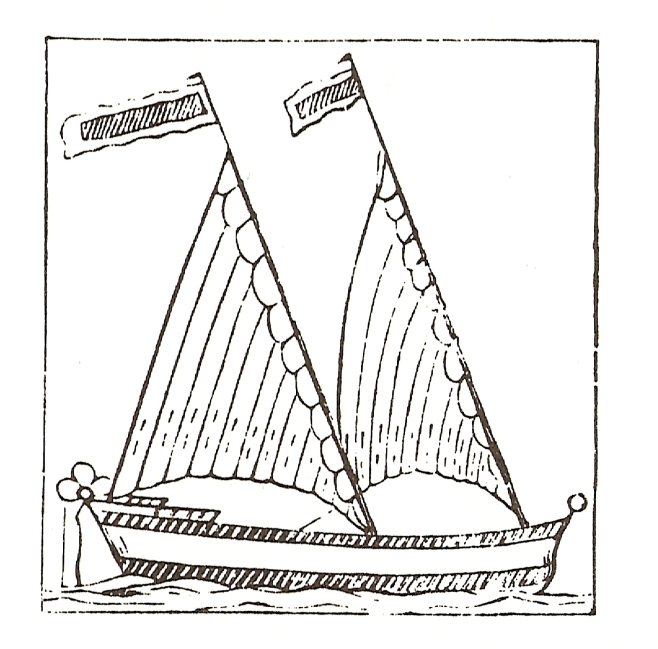
Гравюра зі зображенням раннього бермудського судна XVII ст. з похилими щоглами

Як вважається, історія бермудського озброєння починається з суден з косим вітрильним оснащенням, використовуваних бермудцями голландського походження в XVII столітті. На вітрила голландців справило вплив латинське вітрило маврів, що отримало поширення в Нідерландах під час іспанського панування. Голландці нарешті змінили його вигляд, відмовившись від щогл, і закріпивши кінці рей на банках: так реї стали похилими щоглами. Встановлене таким чином латинське вітрило було відоме в Англії як «бараняча нога». Самі ж голландці назвали своє судно «бізань-яхтою» (bezaanjacht); його можна побачити на картині Л. П. Версхюра «Прибуття Карла II до Роттердама в 1660 році». Після плавання на «бізань-яхті» королю настільки сподобалося судно, що принц Віллем Оранський (майбутній англійський король Вільгельм III) подарував йому копію свого власного, яку Карл назвав Bezaan. Кілька десятиліть по тому судна з таким озброєнням з'явилися на Бермудських островах. Капітан Джон Сміт повідомляв, що Натаніель Батлер, губернатор Бермудів у 1619—1622 рр., найняв голландського суднобудівельника Якоба Якобсена, одного з членів команди голландського фрегата, який зазнав кораблетрощі. Якобсен незабаром посів лідируючі позиції у бермудському суднобудуванні, повідомлялося, що за три роки він збудував і продав понад сотню суден.
Існування суден зі схожим озброєнням засвідчене в Голландії XVII століття. Очевидно, вони не мали стакселів і гіків, а їхні щогли не були такими високими (можливо, нагадували сучасні кети). У 1675 р. дехто Семюел Фортрі з К'ю написав британському чиновнику морського відомства і члену парламенту Семюелу Піпісу трактат під назвою Of Navarchi («Про морську майстерність»), де запропонував вдосконалення «бермудського» озброєння шляхом додання гіка, але пропозиція, очевидно, успіхом не увінчалася. Ці зміни в конструкцію вітрила були з часом внесені самими суднобудівельниками, але точний час впровадження цієї новації залишився невідомим.

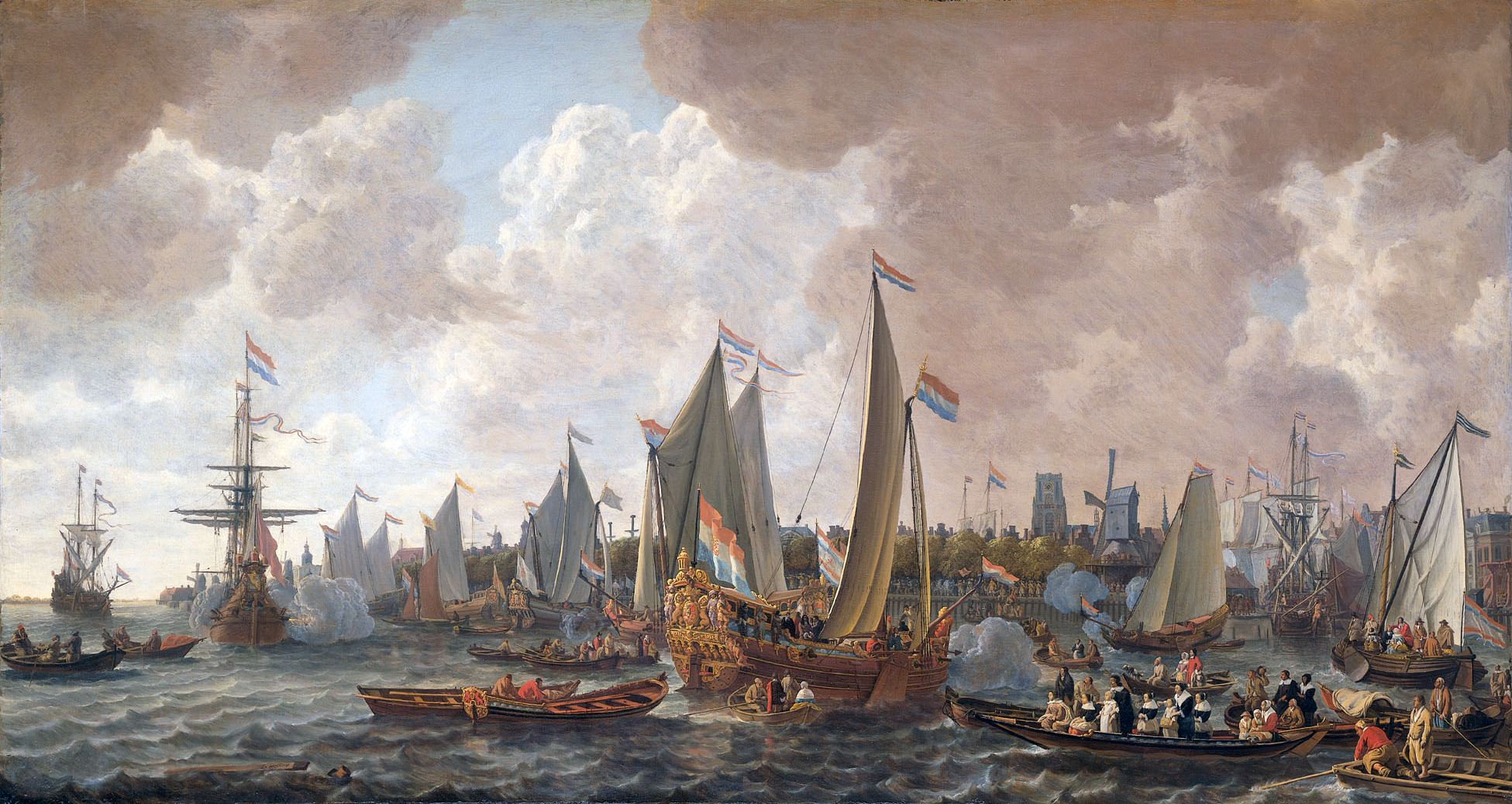
Л. П. Версхюр «Прибуття Карла II до Роттердама в 1660 році», 1665 р.

Станом на початок XIX століття озброєння бермудських суден зазнало сильних змін: зникли марселі і гафельне вітрило, на зміну яким прийшли трикутні гроти зі стакселями. Такий тип традиційно використовувався на двощоглових суднах, у той час як однощоглові продовжували надавати перевагу гафельному. Причиною тому було те, що для досягнення достатньої вітрильності однощоглового судна трикутне вітрило мало бути надто високим і відповідно вимагало значної висоти щогли. У той час високі дерев'яні щогли були надто важкими і недостатньо міцними. Стан змінився, коли на початку XIX століття почалися вітрильні регати. Морський офіцер Г. Гант у 1820-х роках дійшов висновку, що однощогловий шлюп має перевершити його перегонову шхуну. Ці припущення підтвердилися, коли яхта-шлюп виграла таємну нічну гонку в шхуни, потім повторила свій успіх у публічних перегонах наступного дня. Однощоглові шлюпи незабаром стали нормою в бермудських регатах: після впровадження пустотілих щогл та інших поліпшень.
Збудовані з легкого бермудського кедра судна отримали широке визнання за їхню маневреність і швидкість, особливо на гострих курсах. Високі нахилені щогли і довгі бушприти разом з уподобаними на Бермудських островах гіками уможливили суднам всіх розмірів нести значну площу вітрил при попутних вітрах, включаючи спінакери і численні стакселі, добиваючись тим самим високих швидкостей. Судна з бермудськими вітрилами, переважно невеликі шлюпи, повсюдно використовувалися у водах архіпелагу в XIX столітті, перевозячи вантажі, пасажирів, виконуючи різні інші роботи. У XX столітті бермудське озброєння стало використовуватися на малих вітрильниках майже по всьому світу, хоча воно і відрізняється від використовуваного на традиційних бермудських суднах вертикальними щоглами меншої висоти, коротшими гіками, відсутністю бушпритів і меншою площею вітрил.
Термін «вітрильне озброєння Марконі» вперше був застосований щодо бермудського озброєння з високими щоглами, використовуваного на перегонових яхтах більшого розміру, таких як яхти J-класу, що брали з 1914 р. участь у перегонах Кубка Америки: за огляду на їхній численний стоячий такелаж, схожий на розтяжки радіощогл Марконі. Хоча термін «озброєння Марконі» часто вживається як синонім до «бермудське», деякі пуристи вважають коректним так називати лише озброєння яхт J-класу.

## Опис

Схема бермудського шлюпа: 1 — Грот, 2 — Стаксель, 3 — Спінакер, 4 — Корпус, 5 — Кіль, 6 — Стерно, 7 — Скег, 8 — Щогла, 9 — Краспиця, 10 — Ромбованта, 11 — Грот-шкот, 12 — Гік, 14 — Спінакер-гік, 15 — Ахтерштаг, 16 — Форштаг, 17 — Відтяжка гіка

Бермудське вітрило має три кути (фаловий, галсовий і шкотовий) та три шкаторини (передню, задню і нижню). Фаловий кут кріпиться до фала, який проходить через блок на щоглі; галсовий — до галса біля вертлюга гіка, шкотовий — з'єднується відтяжкою шкотового кута з ноком гіка, до якого, в свою чергу, кріпиться гіка-шкот. Передня шкаторина йде вздовж щогли і зазвичай принайтовується до неї, нижня — йде вздовж гіка, де може також бути принайтованою по всій довжині, а може кріпитися тільки галсовим і шкотовим кутами (варіант «грот з вільною нижньою шкаториною»). У деяких ранніх бермудських суден були відсутні гіки, а гроти кріпилися лише до щогли і палуби. Таку ж особливість мають дві з трьох щогл сучасного Spirit of Bermuda — копії британського військового шлюпа 1830-х років. Окрім трикутного грота, бермудське озброєння охоплює стакселі і спінакер.
Шлюп з бермудським гротом і одним чи кількома стакселями називається бермудським шлюпом (хоча так можуть і називатися і деякі однощоглові традиційні для Бермудських островів судна з іншими типами вітрильного озброєння).
Залежно від висоти кріплення стакселя розрізняють топове (фалові кути грота і стакселя розташовані на одному рівні) і дробове (стаксель розташований на нижчому рівні, ніж грот) бермудське озброєння. Коли фаловий кут стакселя доходить до 75 % висоти щогли, дробове озброєння називається шлюп «три чверті» (3/4), коли він доходить до 85 % її висоти — шлюп «сім восьмих» (7/8).
Основні снасті керування бермудським вітрилом:
- галс-каннінгем — натягає передню шкаторину, тягнучи її донизу через люверс над галсовим кутом[14];
- фал — підіймає фаловий кут, іноді бере участь у натягуванні передньої шкаторини;
- відтяжка шкотового кута — натягає нижню шкаторину шляхом відтягання шкотового кута до нока гіка;
- шкот — тягне гік донизу і в напрямку до центру судна;
- відтяжка гіка — йде між гіком і основою щогли, тягне гік донизу, що сприяє запобіганню надмірному крученню задньої шкаторини, зокрема, у фордевінді і галфвінді.

## Галерея

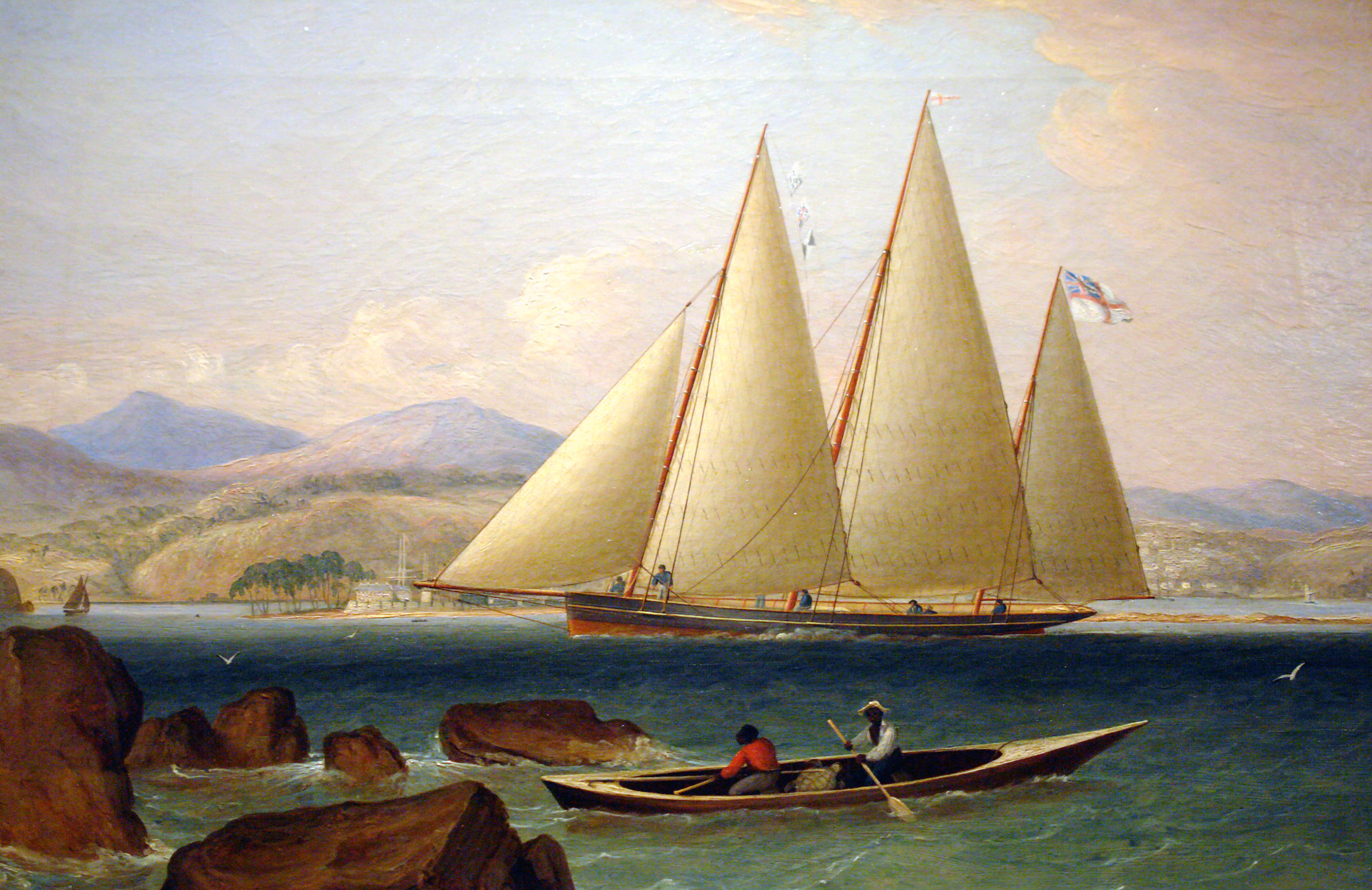
Військовий шлюп Spirit of Bermuda («Дух Бермудів») на картині Джона Лінна 1831 р.
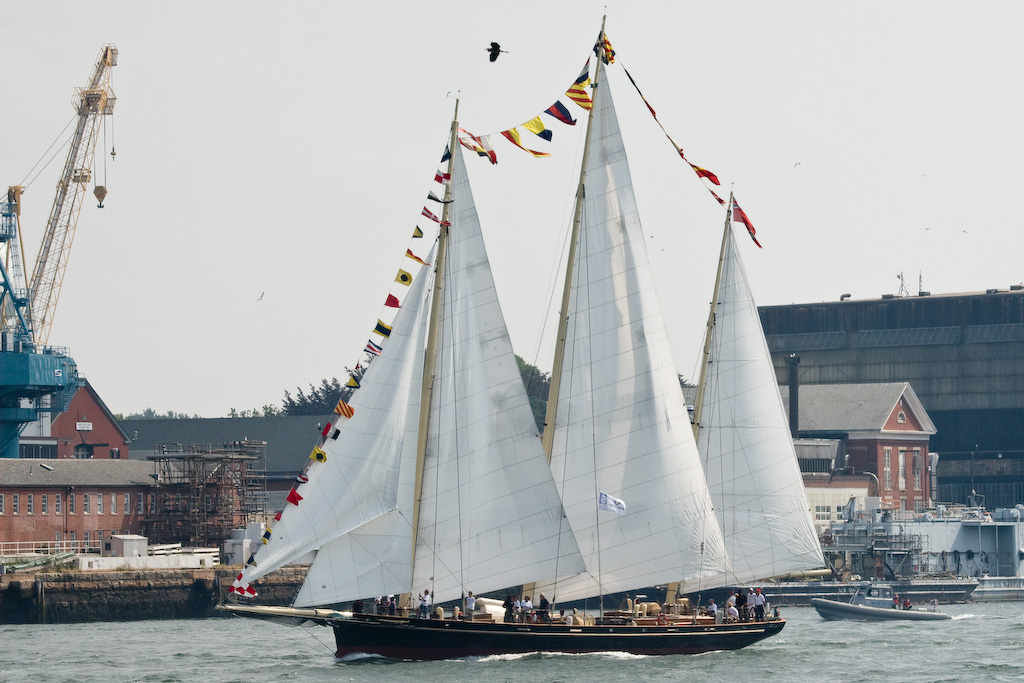
Навчальний вітрильник Spirit of Bermuda, копія військового шлюпа 1830-х.
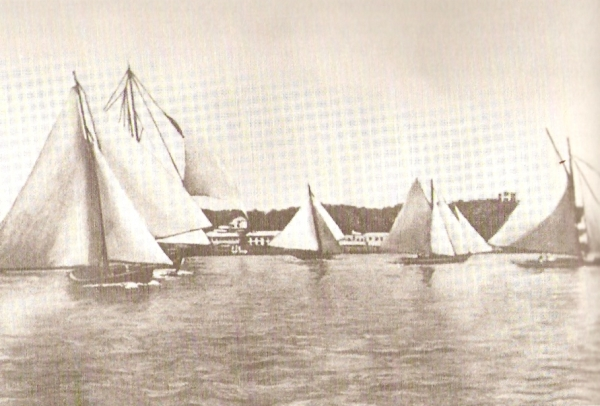
Вітрильні перегони XIX ст. на Бермудах. Видно три судна з бермудським і два з гафельним озброєнням.
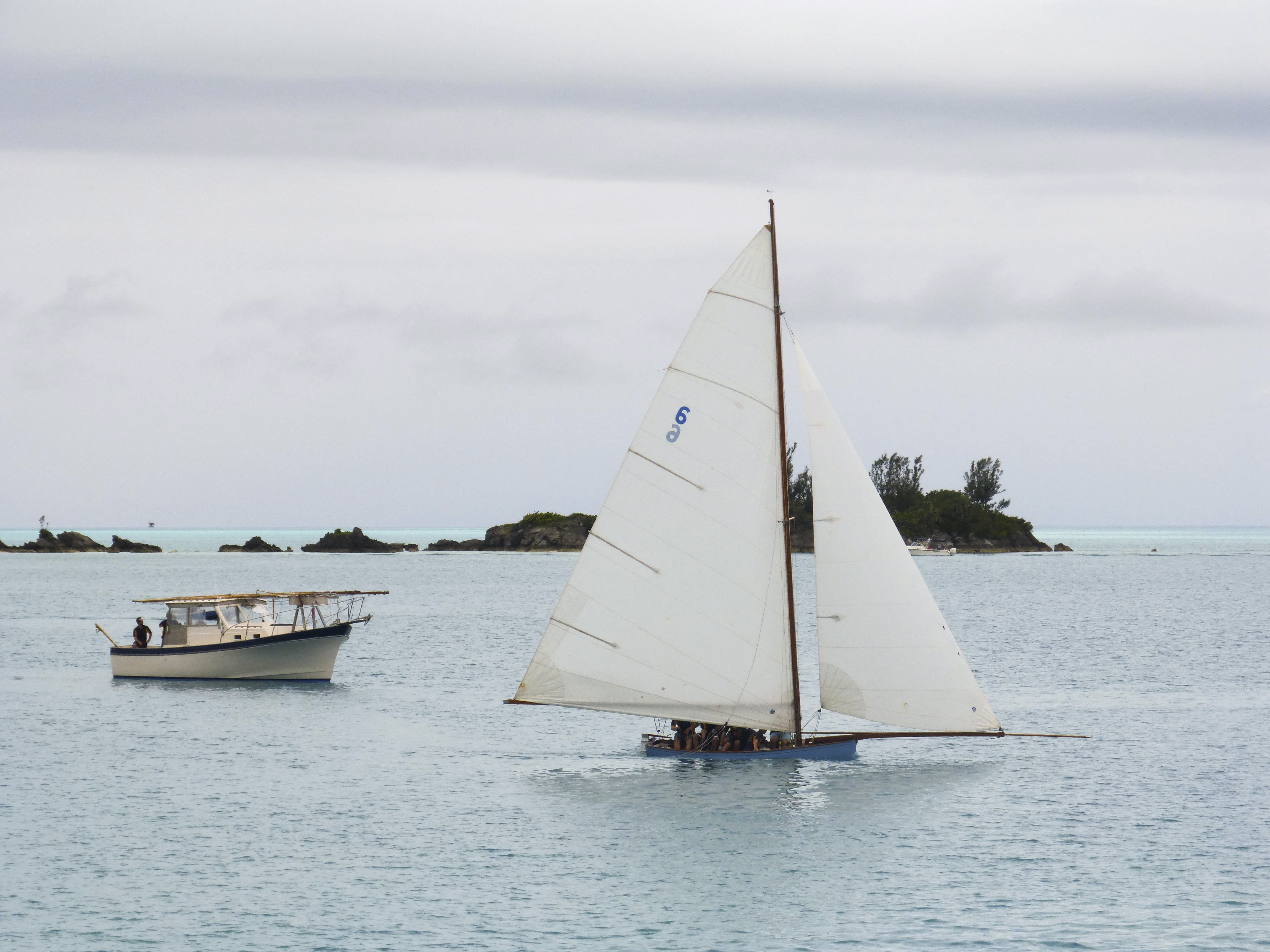
Бермудське дингі[en] у Мангровій затоці поблизу о. Сомерсет, 2016 р.
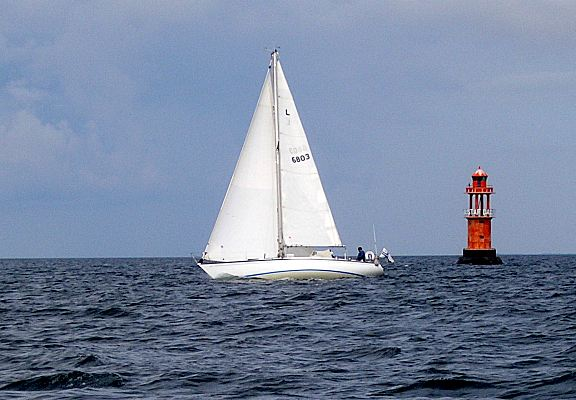
Бермудський шлюп (варіант з топовим озброєнням) в Архіпелаговому морі
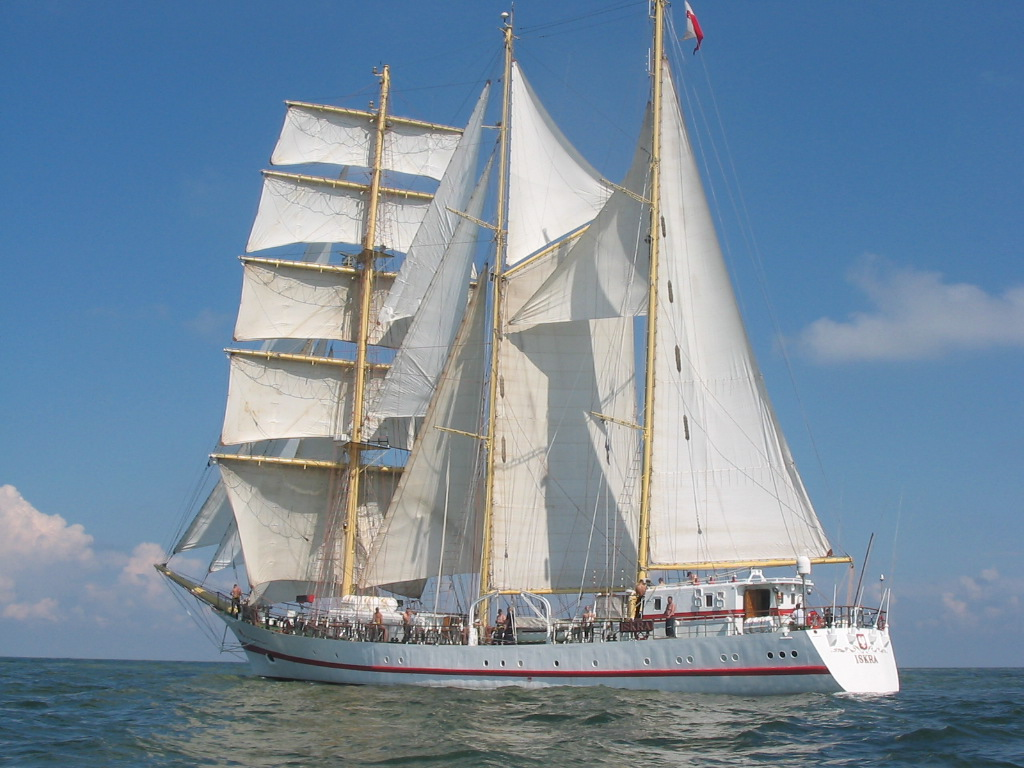
Польська баркентина «Іскра[pl]» на різних щоглах має пряме, гафельне і бермудське вітрильне озброєння.